# Trigonometria sferica

Triangoli sferici

La trigonometria sferica è un ramo della geometria sferica che si occupa delle relazioni tra lati ed angoli dei poligoni ed in particolare dei triangoli costruiti su una sfera. È di notevole importanza per i calcoli astronomici e per la navigazione sia aerea che terrestre.
Il primo trattato di trigonometria sferica è stato scritto da Al-Jayyani, un matematico arabo, nel 1060 d.C.

## Linee sulla sfera
Sulla superficie di una sfera, l'analogo di una linea retta è un cerchio massimo, ossia un cerchio il cui centro coincide con il centro della sfera (ad esempio l'equatore e i meridiani sono cerchi massimi rispetto alla Terra). Come i segmenti su un piano, il più breve percorso tra due punti sulla superficie della sfera è un arco di cerchio massimo (geodetica).
Un'area della sfera che sia delimitata da archi di cerchio massimo è detto poligono sferico. In questo modo sono possibili "biangoli" sferici (poligoni dotati di due soli lati), diversamente dal caso planare. 
I lati di questi poligoni non sono identificati per la loro lunghezza lineare, ma tramite l'angolo sotteso da essi rispetto al centro della sfera. La lunghezza dell'arco è dato dall'angolo al centro, misurato in radianti moltiplicato per il raggio della sfera.
Un triangolo sferico è quindi determinato dai suoi angoli e lati, specificati non dalla loro lunghezza lineare, ma dall'angolo al centro sotteso. La somma degli angoli interni di un triangolo sferico è sempre maggiore di 180°. La differenza tra la somma dei suoi angoli interni e 180° è detta eccesso sferico E: E = α + β + γ - 180° (dove α, β e γ si riferiscono agli angoli tra i lati). Per il teorema di Girard, l'eccesso sferico determina la superficie di ogni triangolo sferico. Dato E espresso in radianti e il raggio della sfera R, l'area A del triangolo sferico sarà: 
{\displaystyle A=ER^{2}.}
Da questa formula, mediante l'applicazione del teorema di Gauss-Bonnet, risulta chiaro che non sono possibili triangoli simili (ossia che hanno gli stessi angoli, ma diversa lunghezza dei lati, e/o diversa area) su una stessa sfera, a meno che non abbiano anche la stessa area. Questa osservazione è indipendente dalla dimensione della sfera.

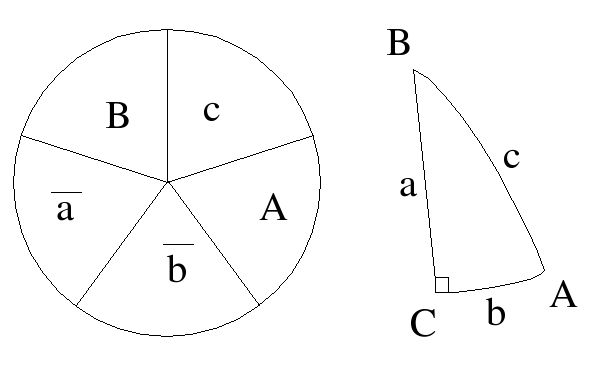
Il pentagono di Napier e le sue relazioni con il triangolo sferico retto

Per risolvere un problema geometrico su una sfera, occorre suddividere la figura in triangoli sferici retti , ossia triangoli aventi un angolo pari a 90°, in modo da applicare il pentagono di Napier. Si tratta di un aiuto mnemonico per trovare facilmente le relazioni sussistenti tra gli angoli in un triangolo sferico retto: occorre scrivere i sei angoli (tre angoli e tre lati) del triangolo in ordine circolare (si comincia con un vertice e si procede con il lato adiacente) eliminando l'angolo di 90° e rimpiazzando i due lati adiacenti (a, b) con i loro complementi (ossia 90°-a, 90°-b). 
Il coseno di ciascuno dei cinque angoli sul pentagono di Napier è uguale:
- al prodotto delle cotangenti dei due angoli adiacenti
- al prodotto dei seni dei due angoli opposti

## Identità
I triangoli sferici soddisfano la legge dei coseni sferici
{\displaystyle \cos c=\cos a\cos b+\sin a\sin b\cos C}
L'identità si può derivare considerando il triangolo formato dalle linee tangenti che sottendono l'angolo C e usando la legge dei coseni piana. 
C'è anche un analogo della legge dei seni
{\displaystyle {\frac {\sin a}{\sin A}}={\frac {\sin b}{\sin B}}={\frac {\sin c}{\sin C}}.}
e il teorema delle cotangenti
{\displaystyle \cot(a)={\frac {\left[\cos(c)\cos(B)+\sin(B)\cot(A)\right]}{\sin(c)}}={\frac {\left[\cos(b)\cos(C)+\sin(C)\cot(A)\right]}{\sin(b)}}}
{\displaystyle \cot(b)={\frac {\left[\cos(a)\cos(C)+\sin(C)\cot(B)\right]}{\sin(a)}}={\frac {\left[\cos(c)\cos(A)+\sin(A)\cot(B)\right]}{\sin(c)}}}
{\displaystyle \cot(c)={\frac {\left[\cos(a)\cos(B)+\sin(B)\cot(C)\right]}{\sin(a)}}={\frac {\left[\cos(b)\cos(A)+\sin(A)\cot(C)\right]}{\sin(b)}}}